# Joseph Crickx
Jean Arthur Joseph Crickx (* 28. November 1888 in Brüssel; † nach 1920) war ein belgischer Ruderer.

## Biografie
Joseph Crickx schied mit der belgischen Crew bei den Olympischen Sommerspielen 1920 in Antwerpen in der Achter-Regatta im Vorlauf aus. Sein Bruder Julien Crickx gehörte ebenfalls zur Bootsbesatzung.